# Listă de cărți: D
Lista cărți: A - Ă - B - C - D - E - F - G - H - I - Î - J - K - L - M - N - O - P - Q - R - S - Ș - T - Ț - U - V - W - X - Y - Z
- Dacă într-o noapte de iarnă un călător de Italo Calvino (1979)
- Da guangyao shi de Huai Nan Zi (sec. al II-lea î.Hr.)

- Dacia preistorică de Nicolae Densusianu (1913)
- Dama cu camelii de Alexandre Dumas (1848)
- Dayworld de Philip José Farmer (1985)
- Dayworld terminus de Philip José Farmer (1990)
- Dayworld (trilogie) de Philip José Farmer

- De ce fierbe copilul în mămăligă de Aglaja Veteranyi
- De ce iubim femeile de Mircea Cărtărescu (2004)
- De la Pământ la Lună de Jules Verne (1865)
- Delirul (roman) de Marin Preda (1975)
- Demonii de Feodor Dostoievski (1872)
- Departe de lumea dezlănțuită de Thomas Hardy (1874)
- Deposedații de Ursula K. Le Guin (1974)
- Despre eroi și morminte de Ernesto Sábato (1961)
- Destinația mea: Stelele de Alfred Bester (1956)
- Desculț de Zaharia Stancu (1948)
- De veghe în lanul de secară de J.D. Salinger (1951)

- Dictionnaire philosophique de Voltaire (1764)
- Dicționar de Științe ale Limbii, Institutul de Lingvistică "Iorgu Iordan-Al.Rosetti", Universitatea din București (1997)
- Dicționarul limbii poetice a lui Eminescu de Tudor Vianu (1968)
- Dicționarul scriitorilor botoșăneni de Silvia Lazarovici (2000)
- Din lumea celor care nu cuvântă de Emil Gârleanu (1910)
- Din istoria Transilvaniei de Ioan Lupaș (1901-1962)
- 1321 – Divina Comedie de Dante Alighieri

- 1965 – Doando de Romulus Bărbulescu și George Anania (cu două re-editări, ambele la Editura Nemira, în 1992 și 2002)
- 1891 – Doamna Branican de Jules Verne
- 1846 – Doamna de Monsoreau de Alexandre Dumas
- 1888 – Doi ani de vacanță de Jules Verne
- 1869 – 1965 — Douăzeci de mii de leghe sub mări de Jules Verne (apărut în foileton)

- Dracula de Bram Stoker
- Dragonii Heorot de Larry Niven
- Drumul Franței de Jules Verne

- 1965 – Dune de Frank Herbert
- După douăzeci de ani de Alexandre Dumas